# Mykoła Toczycki
Mykoła Stanisławowycz Toczycki, ukr. Микола Станіславович Точицький (ur. 22 września 1967 w obwodzie winnickim) – ukraiński dyplomata i urzędnik państwowy, ambasador, wiceminister spraw zagranicznych (2021–2024), zastępca szefa Biura Prezydenta Ukrainy, w latach 2024–2025 minister kultury i komunikacji strategicznej.

## Życiorys
Absolwent Kijowskiego Uniwersytetu Narodowego im. Tarasa Szewczenki, na którym ukończył studia z zakresu tłumaczeń z języka francuskiego i angielskiego (1993) oraz prawo międzynarodowe (1995). Od 1993 zawodowo związany z Ministerstwem Spraw Zagranicznych Ukrainy. W latach 2003–2004 był pierwszym zastępcą szefa gabinetu ministra, następnie do 2005 kierował departamentem służby konsularnej w MSZ. Od 2005 do 2008 zajmował stanowisko konsula generalnego Ukrainy w San Francisco. Następnie do 2010 był pierwszym zastępcą i dyrektorem służby współpracy międzynarodowej w Sekretariacie Prezydenta Ukrainy.
W latach 2010–2016 sprawował urząd stałego przedstawiciela przy Radzie Europy, a w latach 2016–2021 zajmował stanowisko ambasadora w Belgii. Pełnił też obowiązki ambasadora przy Unii Europejskiej i EAEC, akredytowano go również w Luksemburgu. We wrześniu 2021 został wiceministrem spraw zagranicznych, w kwietniu 2024 powołany na zastępcę szefa Biura Prezydenta Ukrainy. We wrześniu tego samego roku objął urząd ministra kultury i komunikacji strategicznej w rządzie Denysa Szmyhala, który sprawował do lipca 2025.

## Odznaczenia
- Order „Za zasługi” stopnia III (2021) i II (2023)[2]

## Życie prywatne
Jest żonaty, ma dwoje dzieci.